# ビッグ・エス
株式会社ビッグ・エス（BIG-S., LTD.）は、香川県高松市に本社を置き、家電量販店・パソコン教室を運営する企業である。
ケーズホールディングスの完全子会社。

## 概要
1946年に香川県大川郡長尾町（現・さぬき市）にて、大坂無線製作所として創業。1957年に有限会社大坂屋ラジオ店として法人化。1974年に株式会社大坂屋に組織変更。1975年より上智デンキのブランド名で大川郡周辺域にチェーン展開した。
1983年にマツヤデンキのフランチャイジーとなって全店舗を転換させたが、1995年にケーズデンキに鞍替え。いわゆる「北関東YKK」では最初の香川県進出となった（ヤマダデンキは1997年、コジマは2004年。ただしコジマは2014年に撤退）が、店舗の規模は小さく、ヤマダ電機やデオデオに比べると目立たない存在だった。そこで2005年に株式交換でギガスケーズデンキ（当時）の完全子会社となり、2006年には高松市に旗艦店の高松本店を開業させた。
また、PC DEPOTのFC店が1店舗（高松東バイパス店）あったが、2012年に運営から撤退している（店舗自体は現存）。
パソコン教室「ラクラクパソコン教室」も運営し、自社店舗内で展開している。かつては店舗外の大型商業施設・ゆめタウン高松内でも同教室を運営していたが、こちらは2014年に退店している。
かつては酒類販売にも進出し、現社名の「ビッグ・エス」はかつて営んでいた酒のディスカウントショップの名称だが、親会社となったケーズホールディングスの方針により2006年に酒類販売事業を大幅に縮小し、「ビッグ・エス」は全店閉鎖、業務提携しているドイツのワイナリーから輸入したワインの通信販売（自社が運営しているケーズデンキ店舗での販売もあったが、現在は撤退）のみに絞った。2007年には非営利株式会社ビッグ・エス インターナショナルに全面移管し、自社は酒類販売事業から撤退した（現在は同社も営んでいない）。
2003年に兵庫県へ初出店となる北神戸鹿の子台パワフル館を出店。2006年にもガーデンシティ垂水本店を出店。しかしこの2店舗は、同時期にケーズホールディングスの子会社となった関西ケーズデンキと商圏が被るため、のちに同社へ運営移管している。ただし、この両店舗に併設されていた「ラクラクパソコン教室」は、2015年に撤退するまでビッグ・エスが運営を継続した。
2008年には岡山大安寺本店を開店し、岡山県へ進出。翌年からは高知駅前店を皮切りに高知県へも進出し、四国全県に店舗網を広げた。また2016年には広島県1号店となる福山松永店を開店、2020年には競合店エディオン発祥の地である広島市にも進出するなど、山陽地域一円に営業エリアを拡大している。

## 本社
- 〒761-8076 香川県高松市多肥上町1210番地

実店舗の旗艦店でもあるケーズデンキ高松本店内3階に位置している。高松本店が開店する2006年までは高松市春日町字片田1627番地1のビッグ・エス屋島パワフル館に位置していた。本社移転後の同地はお宝発見!!マンガ倉庫高松本店となっていたが、2015年6月に全ての建物が解体され更地になっている。

## 営業エリア
運営店舗は店舗案内を参照。進出年の出典：
中国地区
- 鳥取県（2020年進出）

県内には、ビッグ・エスが運営する店舗（日吉津店）とウシオが運営する店舗（鳥取本店、1996年に開業済）が混在している。かつて存在した米子店もウシオ。
- 岡山県（2008年進出）
- 広島県（2016年進出）
- 山口県（2020年進出）
- 島根県（2022年進出）

四国地区
ヤマダ電機巨艦店近くに立地する店舗もあり、競争を繰り広げている。
- 徳島県（1985年進出）
- 香川県（本社所在地）
- 愛媛県（1997年進出）

西条店と東予店（旧東予パワフル館）は元々ビッグ・エスが経営していたが、2006年に四国電業がケーズホールディングスにFC加盟した際に四国電業に移管したものの、経営がふるわず、2008年に四国電業の事業停止後、ビッグ・エスの経営に戻るという経歴を持っている。
現在のケーズデンキ西条店（西条市新田）は、ビッグ・エスへの経営移管後、業績不振のため愛媛県下から全面撤退した元ベスト電器西条店（フレスポ西条内）の建物を居抜き、リフォームの上移転オープンさせたものである。
- 高知県（2009年進出）